# Энквист, Анна
Анна Энквист (нидерл. Anna Enquist, настоящее имя Криста Видлунд-Брур, нидерл. Christa Widlund-Broer; род. 19 июля 1945, Амстердам) — нидерландский поэт и прозаик.

## Биография
Росла в Делфте. Изучала клиническую психологию в Лейденском университете, готовясь стать психоаналитиком. Закончила Гаагскую консерваторию по классу фортепиано. В 1991 дебютировала как поэт, в 1994 — как прозаик, с 2000-х годов целиком занялась литературой. Выступает также с музыкально-литературными композициями совместно с пианистом Иво Янссеном.

## Произведения
- Солдатские песни/ Soldatenliederen (1991, стихи)
- Jachtscènes (1992, стихи)
- Новое прощание/ Een nieuw afscheid (1994, стихи)
- Шедевр/ Het meesterstuk (1994, исторический роман о Моцарте, премия за прозаический дебют, Дордрехт)
- Ясный день/ Klaarlichte dag (1996, стихи)
- Тайна/ Het Geheim (1997, роман, премия нидерландских книгоиздателей)
- Рана/ De kwetsuur (1999, новеллы)
- Стихотворения 1991—2000/ De gedichten 1991—2000 (2000)
- Вторая половина/ De tweede helft (2000, стихи)
- Hier was vuur (2002, стихи)
- Разносчики льда/ De ijsdragers (2002)
- Скачок/ De sprong (2003, драматические монологи)
- De tussentijd (2004, стихи)
- Последнее путешествие/ De thuiskomst (2005, исторический роман о Джеймсе Куке)
- Собрание стихотворений/ Alle gedichten (2005)
- Lawines van steen  (2006, сценические монологи на фортепианную музыку Сергея Прокофьева)
- Май/ Mei (2007, повесть)
- Контрапункт/ Contrapunt (2008, роман о музыке)
- Nieuws van nergens (2010, стихи)
- ALT (2010)
- Twaalf keer tucht (2011, новеллы)
- De Verdovers (2011, роман)
- Een Kooi van Klank (2013, собрание стихотворений)

## Публикации на русском языке
- Контрапункт. М.: Текст, 2011.

## Признание
Стихи и проза Энквист переведены на английский, французский, немецкий, шведский и др. языки, отмечены несколькими национальными премиями.